# FK Iżewsk
FK Iżewsk (ros. Футбольный клуб «Ижевск», Futbolnyj Kłub "Iżewsk") – rosyjski klub piłkarski z Iżewska, istniejący w latach 1936–2004.

## Historia
Chronologia nazw:
- 1936—1948: Zenit Iżewsk (ros. «Зенит» Ижевск)
- 1949—1955: Iżewskij Zawod Iżewsk (ros. «Ижевский завод» Ижевск)
- 1956—1983: Zenit Iżewsk (ros. «Зенит» Ижевск)
- 1984—1987: Zenit Ustinow (ros. «Зенит» Устинов)
- 1988—1998: Zenit Iżewsk (ros. «Зенит» Ижевск)
- 1998—2003: Dinamo Iżewsk (ros. «Динамо» Ижевск)
- 2003—2004: FK Iżewsk (ros. ФК «Ижевск»)

Piłkarska drużyna Zenit została założona w 1936 w mieście Iżewsk.
W 1946 pod nazwą Iżewskij Zawod debiutował w Trzeciej Grupie, podgrupie Nadwołżańskiej Mistrzostw ZSRR, w której zajął 2. miejsce i awansował do Drugiej Grupy, podgrupy 1.
W 1956 klub powrócił do nazwy Zenit Iżewsk.
W 1963 po reformie systemu lig ZSRR znalazł się w Trzeciej Grupie, podgrupie Nadwołżańskiej, w której występował do 1968, kiedy to w turnieju finałowym zdobył awans do Drugiej Grupy A
W 1970 po kolejnej reformie systemu lig ZSRR okazał się w Drugiej Lidze, w której występował do 1991.
W Mistrzostwach Rosji klub startował w Pierwszej Lidze. W 1993 zajął ostatnie 20. miejsce i spadł o dwie ligi niżej do Trzeciej Ligi.
Od 1994 klub występował w Drugiej Lidze.
W latach 1998-2003 klub nazywał się Dinamo Iżewsk. W 2003 zmienił nazwę na FK Iżewsk.
W 2004 klub zajął ostatnie 19. miejsce w Drugiej Dywizji, grupie Nadwołżańskiej i został pozbawiony statusu klubu profesjonalnego.

## Osiągnięcia
- 3. miejsce w Drugiej Grupie ZSRR, podgrupie 1:

1947
- 1/32 finału w Pucharze ZSRR:

1991, 1992
- 10. miejsce w Rosyjskiej Pierwszej Lidze, grupie Centralnej:

1992
- 1/64 finału w Pucharze Rosji:

1993

## Inne drużyny piłkarskie zIżewska
- Sojuz-Gazprom Iżewsk
- Zenit Iżewsk (założony w 2011)